# Kommittén för ett fritt Asien
Kommittén för ett fritt Asien (KFA) var en organisation grundad 1966 av Bertil Häggman i syfte att stödja de dåvarande antikommunistiska regimerna i Sydvietnam, Sydkorea och Thailand. Organisationen var starkt proamerikansk. Under 1970-talet arbetade KFA även tillsammans med Sydvietnams informationsbyrå. Kommitténs verksamhet övervakades av SÄPO. Kommittén var knuten till den svenska sektionen av World Anti-Communist League. KFA:s verksamhet upphörde år 1975